# Chorebus xanthaspidae
Chorebus xanthaspidae är en stekelart som beskrevs av Griffiths 1968. Chorebus xanthaspidae ingår i släktet Chorebus och familjen bracksteklar. Inga underarter finns listade i Catalogue of Life.